# Вільямс Тауншип (округ Дофін, Пенсільванія)
Вільямс Тауншип (англ. Williams Township) — селище (англ. township) в США, в окрузі Дофін штату Пенсільванія. Населення — 1067 осіб (2020).

## Демографія
Згідно з переписом 2010 року, у селищі мешкало 1112 осіб у 461 домогосподарстві у складі 332 родин. Було 516 помешкань
Расовий склад населення:
| - 97,1 % — білих - 0,4 % — чорних або афроамериканців - 0,1 % — корінних американців - 0,1 % — азіатів |

До двох чи більше рас належало 1,4 %. Частка іспаномовних становила 2,1 % від усіх жителів.
За віковим діапазоном населення розподілялося таким чином: 19,3 % — особи молодші 18 років, 64,1 % — особи у віці 18—64 років, 16,6 % — особи у віці 65 років та старші. Медіана віку мешканця становила 45,3 року. На 100 осіб жіночої статі у селищі припадало 102,6 чоловіків;  на 100 жінок у віці від 18 років та старших — 99,8 чоловіків також старших 18 років.
Середній дохід на одне домашнє господарство  становив 52 363 долари США (медіана — 42 174), а середній дохід на одну сім'ю — 56 278 доларів (медіана — 50 750). Медіана доходів становила 36 250 доларів для чоловіків та 36 000 доларів для жінок. За межею бідності перебувало 21,3 % осіб, у тому числі 43,4 % дітей у віці до 18 років та 8,7 % осіб у віці 65 років та старших.
Цивільне працевлаштоване населення становило 414 осіб. Основні галузі зайнятості: виробництво — 31,2 %, публічна адміністрація — 13,8 %, освіта, охорона здоров'я та соціальна допомога — 11,8 %.